# Periklís Iakovakis
Periklís Iakovakis (řecky Περικλής Ιακωβάκης, * 24. března 1979) je bývalý řecký atlet, mistr Evropy v běhu na 400 metrů překážek z roku 2006.
V roce 1998 získal titul juniorského mistra světa v běhu na 400 metrů překážek. Při startu na evropském šampionátu v roce 2002 doběhl ve finále této disciplíny pátý. V následující sezóně získal na mistrovství světa bronzovou medaili v běhu na 400 metrů překážek. Start na olympiádě v Athénách v roce 2004 nebyl tak úspěšný – do finále této disciplíny nepostoupil. Jeho nejlepší sezónou byl rok 2006 – stal se mistrem Evropy v běhu na 400 metrů překážek a vytvořil nový řecký rekord na této trati 47,82.